# Bucyrus-Erie
Bucyrus-Erie je bil ameriški proizvajalec rudarskih strojev za podzemno in površinsko (nadzemno) rudarjenje. Podjetje je bilo ustanovljeno v Bucyrusu leta 1880 kot Bucyrus Foundry and Manufacturing Company. Leta 1927 se je podjetje združilo z Erie Steam Shovel Company v Bucyrus-Erie

### Izdelki
- 4250-W Big Muskie, kopač s kabli, zgrajen leta 1969 je imel težo 13000 ton in kapaciteto žlice 170 m3
- Dva 3850-B, kopača s kapaciteto žlice 88 in 111 m3
- 2570-W, kopač s kabli, s kapaciteto žlice od 92 do 122 m3
- The Silver Spade, kopač s kabli, s kapaciteto  žlice 80 m3
- Big Brutus 1850-B s kapaciteto žlice 69 m3
- 120-B/W in 1260-W kopača s kabli, s kapaciteto žlice 25 in 34 m3

Bucyrus je zgradil tudi gosenično vozilo za transport raket Saturn V in Space shuttle do izstrelitvene ploščadi.

## Zunanje pvoezave
Predstavnosti o temi Bucyrus v Wikimedijini zbirki
- Uradna stran Arhivirano 2007-12-19 na Wayback Machine.